# Архатський сільський округ
Арха́тський сільський округ (каз. Арқат ауылдық округі, рос. Архатский сельский округ) — адміністративна одиниця у складі Абайського району Абайської області Казахстану. Адміністративний центр — село Архат.
Населення — 943 особи (2021; 1133 у 2009, 1541 у 1999, 2216 у 1989).
Станом на 1989 рік існувала Аркатська сільська рада (села Азмаганбет, Аркат, Карабулак, Копа, Моминжан). Села Азмаганбет, Карабулак, Копа, Костуган, Моминжан були ліквідовані 1998 року. Пізніше село Моминжан було відновлено вже під назвою Орда.

## Склад
До складу округу входять такі населені пункти:
| Населений пункт  | Старі назви | Населення, осіб (1989) | Населення, осіб (1999) | Населення, осіб (2009) | Населення, осіб (2021) |
| ---------------- | ----------- | ---------------------- | ---------------------- | ---------------------- | ---------------------- |
| Азмаганбет, село | -           | 116                    | -                      | -                      | -                      |
| Архат, село      | Аркат       | 1265                   | 1541                   | 816                    | 711                    |
| Карабулак, село  | -           | 356                    | -                      | -                      | -                      |
| Копа, село       | -           | 148                    | -                      | -                      | -                      |
| Орда, село       | Моминжан    | 331                    | -                      | 317                    | 232                    |